# Eunício Oliveira

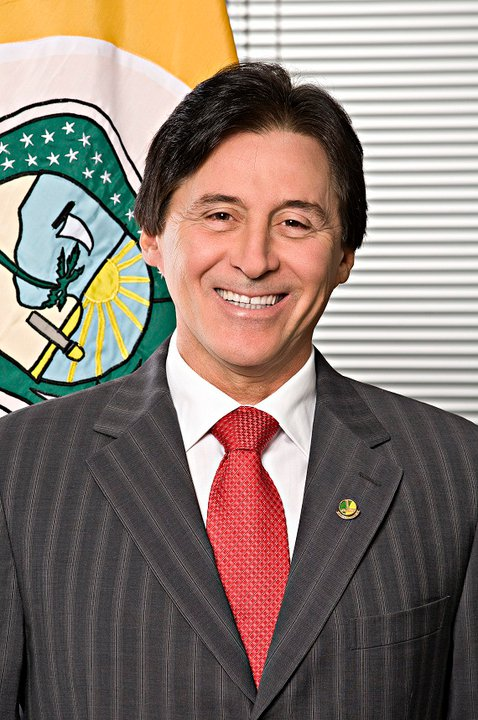

Eunício Lopes de Oliveira (ur. 30 września 1952 w Lavras da Mangabeira w prowincji Ceará) – brazylijski polityk, działacz Brazylijskiego Ruch Demokratycznego (w latach 1981–2017 noszącego nazwę Partia Ruchu Demokratycznego Brazylii), przedsiębiorca.
Pełnił mandat deputowanego do Izby Deputowanych (1999–2011) i senatora (2011–2019). W latach 2004–2005 był ministrem komunikacji w pierwszej administracji Luiza Inácio Luli da Silvy. W 2014 bezskutecznie kandydował na urząd gubenatora Ceary. Od 1 lutego 2017 do 2 lutego 2019 zajmował stanowisko przewodniczącego brazylijskiego senatu.